# Бун (округ, Кентукки)
Бун (англ. Boone County) — округ в штате Кентукки, США. Официально образован в 1798 году. По состоянию на 2010 год, численность населения составляла 118 811 человек.

## География
По данным Бюро переписи США, общая площадь округа равняется 663,041 км2, из которых 637,141 км2 суша и 25,900 км2 или 3,900 % это водоёмы.

### Населённые пункты
- Рэббит-Хэш (315 жителей по переписи 2010 года)

## Население
По данным переписи населения 2000 года в округе проживает 85 991 жителей в составе 31 258 домашних хозяйств и 23 443 семей. Плотность населения составляет 135,00 человек на км2. На территории округа насчитывается 33 351 жилых строений, при плотности застройки около 52,00-х строений на км2. Расовый состав населения: белые — 95,15 %, афроамериканцы — 1,52 %, коренные американцы (индейцы) — 0,23 %, азиаты — 1,29 %, гавайцы — 0,03 %, представители других рас — 0,75 %, представители двух или более рас — 1,03 %. Испаноязычные составляли 1,98 % населения независимо от расы.
В составе 39,80 % из общего числа домашних хозяйств проживают дети в возрасте до 18 лет, 61,60 % домашних хозяйств представляют собой супружеские пары проживающие вместе, 9,80 % домашних хозяйств представляют собой одиноких женщин без супруга, 25,00 % домашних хозяйств не имеют отношения к семьям, 20,20 % домашних хозяйств состоят из одного человека, 6,20 % домашних хозяйств состоят из престарелых (65 лет и старше), проживающих в одиночестве. Средний размер домашнего хозяйства составляет 2,73 человека, и средний размер семьи 3,17 человека.
Возрастной состав округа: 28,70 % моложе 18 лет, 8,50 % от 18 до 24, 33,50 % от 25 до 44, 21,30 % от 45 до 64 и 21,30 % от 65 и старше. Средний возраст жителя округа 33 лет. На каждые 100 женщин приходится 97,70 мужчин. На каждые 100 женщин старше 18 лет приходится 94,70 мужчин.
Средний доход на домохозяйство в округе составлял 53 593 USD, на семью — 61 114 USD. Среднестатистический заработок мужчины был 42 105 USD против 27 414 USD для женщины. Доход на душу населения составлял 23 535 USD. Около 4,40 % семей и 5,60 % общего населения находились ниже черты бедности, в том числе — 6,40 % молодёжи (тех, кому ещё не исполнилось 18 лет) и 7,70 % тех, кому было уже больше 65 лет.